# Dichonia mesembrina
Dichonia mesembrina là một loài bướm đêm trong họ Noctuidae.